# آستانا تی‌وی
آستانا تی‌وی (انگلیسی: Astana TV)، یک کانال تلویزیونی قزاق مستقر در آستانه، قزاقستان است و متعلق به و تحت مدیریت شرکت نور مدیا می‌باشد. در ابتدا در مارس ۱۹۹۳ با نام تسنا (Tsesna) راه‌اندازی شد.